# Trinidad (Uruguay)
Pour les articles homonymes, voir Trinidad.
Trinidad est une ville de l'Uruguay et est la capitale du département de Flores. Elle se situe dans le centre sud du pays. La ville compte 20 982 habitants.

## Histoire
Avant de s'appeler Trinidad, la ville a été nommée Porongos par les soldats Espagnols et Venancio Flores qui y avaient construit un fort. Ce nom vient de la montagne escarpée (Cuchilla en espagnol) et du torrent (arroyo) du même nom.

## Population
Sa population urbaine est de 20 982 habitants.
| Année | Population |
| ----- | ---------- |
| 1963  | 15 466     |
| 1975  | 17 597     |
| 1985  | 18 372     |
| 1996  | 20 031     |
| 2004  | 20 982     |

Référence,.

## Économie
Dans la partie nord du département, l'élevage est dominant alors que la zone sud est plus agricole (céréales, fruits et huiles). Pour cette raison, Trinidad est considéré comme étant le centre commercial de ces produits.

Le chemin de fer qui l'unit avec Durazno, la route San José-Paysandú, et l'aérodrome ont fait que Trinidad n'est plus coupé du reste du pays comme elle l'a longtemps été.

## Personnalités
- Mario Arregui, homme de lettres.
- Gonzalo Castro Irizábal, footballeur.
- Venancio Flores, militaire et homme politique.
- Faustino Harrison, président de l'Uruguay (1962–1963).

## Relations internationales

### Jumelages
La ville de Trinidad est jumelée avec:
- Dakhla, Maroc[4]